# Byzantinischer Ritus
Der byzantinische Ritus (missverständlich auch griechischer Ritus genannt) ist die traditionelle Gottesdienstordnung der Großen Kirche Christi von Konstantinopel. Sie wird heute in allen byzantinisch-orthodoxen Kirchen sowie in vielen katholischen Ostkirchen befolgt. Die Bezeichnung umfasst die Gesamtheit des gottesdienstlichen Lebens dieser Kirchen, die Feiern der Sakramente, der Stunden, der Feste, der Kasualien usw.

## Liturgiegeschichte
Der byzantinische Ritus entstand und entwickelte sich im Byzantinischen Reich, näherhin in Konstantinopel, und ist den ostkirchlichen Liturgien zuzurechnen. Sowohl die byzantinisch-orthodoxen Kirchen als auch die mit Rom unierten Kirchen des byzantinischen Ritus feiern ihre Gottesdienste in dieser Form, nicht jedoch die orientalisch-orthodoxen Kirchen und die ihnen entsprechenden katholischen Ostkirchen, die eigenen Gebräuchen folgen.
Ab dem 4. Jahrhundert in Byzanz, vor allem durch den Klerus der Konstantinopler Hagia Sophia, in feste, aber keineswegs starre Formen gebracht, fand der byzantinische (= konstantinopolitanische) Ritus im 9. und 10. Jahrhundert einerseits weite Verbreitung unter den slawischen Völkern (Bulgaren, Russen, Serben) sowie in der Georgischen Orthodoxen Kirche und andererseits auch bei den durch den Islam geschwächten orthodoxen Kirchen im Nahen Osten (Patriarchate von Alexandrien, Antiochien, Jerusalem und Kirche von Zypern). Von Anfang an wurden überwiegend die Landessprachen verwendet; erst später erstarrten archaisch gewordene Sprachstufen zu Liturgiesprachen (etwa das Kirchenslawische auf dem Balkan und in Russland). Liturgische Zusätze und Ausformungen kamen im Laufe der Zeit hinzu. Anderes ging verloren. Die gegenwärtige Form geht im Kern auf das 8. Jahrhundert zurück, wurde jedoch nach dem Ende des Bilderstreits neu gefasst, ebenso abermals nach dem Ende der Lateinerherrschaft über Konstantinopel. Die heutige Zelebration der Göttlichen Liturgie und der Stunden wird von monastisch geprägten Ordnungen geregelt, deren einflussreichste der spätere Ökumenische Patriarch Philotheos Kokkinos noch als Abt der Großen Laura um 1344/47 auf dem Athos ausgearbeitet haben soll.
Perioden der byzantinischen Liturgiegeschichte:
(1) Die Zeit bis zur „Konstantinischen Wende“.
(2) Die Kaiserliche oder Patristische Periode bis zur lateinischen Besetzung Konstantinopels (1204–1261) (z. T. in Überschneidung mit den Perioden 3 und 4).
(3) Die „dunklen Jahrhunderte“, etwa 610 bis 850, d. h. bis zum Ende des Bilderstreits und zur „studitischen Reform“.
(4) Die von den Studiten-Mönchen geprägte Periode (9. bis 13. Jahrhundert), mit verstärktem Einfluss des palästinischen Mönchtums.
(5) Die „neo-sabaitische Synthese“ seit der Lateinerherrschaft (= der heutige Byzantinische Ritus).
Der endgültige Byzantinische Ritus wird gerne als eine Mischform von Konstantinopler Kathedralliturgie und Jerusalemer monastischen Riten beschrieben, die sich allmählich zu einer Synthese entwickelten. Doch unterscheidet sich der jeweilige Anteil von einheimischen und importierten Elementen erheblich nach Art der Feier und den verwendeten liturgischen Büchern. Die Messfeier („Göttliche Liturgie“) ist deutlich konstantinopolitanisch und bewahrt bis heute die Gewohnheiten der kirchlichen Hauptstadt.
Für die Kirchen im Nahen Osten (Patriarchate von Alexandrien, Antiochien und Jerusalem) und die Kirche der Georgier wurden bei Übernahme des byzantinischen Ritus Übersetzungen der zugehörigen griechischen Liturgiebücher in das Syrische, Arabische und Georgische gefertigt, für das Christentum auf dem Balkan und in Russland in das Slawische und in der Moderne weltweit in zahlreiche andere Sprachen.
Die sehr feierliche, zeichen- und symbolreiche Form des Gottesdienstes im byzantinischen Ritus ist für den Betrachter gekennzeichnet durch die Verehrung der Ikonen, die Verwendung von Weihrauch, die Abtrennung (eigentlich Verbindung) des Altarraumes vom bzw. mit dem Kirchenschiff durch das Templon („Ikonostase“) und die festlichen Gewänder der Vorsteher (Zelebranten) und Ministranten. Die liturgischen Ordnungen setzen die Mitwirkung mindestens eines Diakons voraus, doch fehlt ein solcher heute mehr als selten. Seine Textanteile werden dann von einem konzelebrierenden oder dem allein amtierenden Priester übernommen.
Viele Kirchen des byzantinischen Ritus folgen noch heute dem julianischen Kalender, andere, so das Ökumenische Patriarchat und die Kirche von Griechenland, nur noch für den Ostertermin. Die Orthodoxe Kirche Finnlands hat den gregorianischen Kalender komplett übernommen.

## Göttliche Liturgie (Eucharistiefeier)
Die heilige Messe („Göttliche Liturgie“) wird heute meist mit dem Formular der Chrysostomos-Liturgie gefeiert, an wenigen Tagen im Jahr, vor allem in der Großen Fastenzeit bis einschließlich der Ostermesse (faktisch gefeiert am frühen Karsamstag), mit der vormaligen Hauptliturgie, der Basilius-Anaphora. Beide Liturgien besitzen z. T. unterschiedliche Texte, aber dasselbe Messzeremoniell (Ordo missae). Tatsächlich handelt es sich bei beiden also um die eine Messliturgie nach der Tradition der Großen Kirche von Konstantinopel, jeweils z. T. mit Eigentexten.
Nur noch an den Wochentagen der Fastenzeit findet die Präsanktifikaten-Vesper („Liturgie der vorgeweihten Gaben“) Verwendung, die ein abendliches Stundengebet mit folgender Kommunionfeier ist (keine Missa Sicca!).
Eine weitere Form der Eucharistiefeier, die restaurierte Jakobus-Liturgie aus Jerusalemer Tradition, wird heute, vor allem im orthodoxen Griechenland, aber auch bei den Slawischen Ostkirchen, zunehmend häufig benutzt. Für ihre Feier wird meist ein Volksaltar vor der Ikonostase („Templon“) aufgestellt, und die Priester beten und agieren mit dem Gesicht zum Volk (versus populum).
Neben der ursprünglichen Liturgiesprache, Altgriechisch, werden je nach Land und Situation viele andere Sprachen (Altslawisch, Rumänisch, Arabisch, Englisch usw.) verwendet.
Der eigentlichen Feier geht eine längere, nicht öffentliche Vorbereitungsphase (Prothesis-Ritus in der Proskomidie) voraus, die der Zurüstung der eucharistischen Gaben dient.
Die byzantinische Göttliche Liturgie (Eucharistiefeier im weiteren Sinne) besteht dann aus zwei Hauptteilen:

1. Die Liturgie der Katechumenen (Wortgottesdienst): Im Mittelpunkt stehen die Lesungen aus Apostelgeschichte und -briefen sowie das Evangelium.

2. Die Liturgie der Gläubigen (eucharistischer Gottesdienst im engeren Sinne): Höhepunkte sind hier das Hochgebet mit der Heiligung von Brot und Wein sowie die Austeilung der Kommunion.

## Tagzeiten (Stundengebet)
Der einheimische „Kathedralritus“ der Hagia Sophia zu Konstantinopel ist mit dem Exil des Patriarchats in Nikaia untergegangen. Die anfangs neben jenem und heute allgemein gepflegte Form verdankt sich den von byzantinischen Klöstern aufgegriffenen Gewohnheiten Jerusalems und Palaestinas.
Der Tageszyklus beginnt mit der Vesper (ursprünglich bei Sonnenuntergang). Die Hauptfeiern, Hesperinos (Vesper) am Abend und Orthros am Morgen, spielen in der ostkirchlichen Tradition auch in den Pfarrkirchen eine große Rolle und werden dort regelmäßig gefeiert – auch die Verschmelzung der beiden Stunden zur Vigil am Eingang des Sonntags und großer Feste des Kirchenjahres. Die anderen Stunden werden in der Regel nur in Klöstern begangen.
| Bezeichnung der Stunde (griechisch) | Entsprechung in der Westkirche | Tageszeit (historisch)                          |                                                                                                  |
| ----------------------------------- | ------------------------------ | ----------------------------------------------- | ------------------------------------------------------------------------------------------------ |
| Hesperinós (Ἑσπερινός)              | Vesper                         | bei Sonnenuntergang                             |                                                                                                  |
| Apódeipnon (Ἀπόδειπνον)             | Komplet                        | (wörtlich „nach dem Essen“) vor dem Zubettgehen | Meditation über den letzten Schlaf, den Tod.                                                     |
| Mesonyktikón (Μεσονυκτικόν)         |                                | Mitternacht                                     |                                                                                                  |
| Orthros (Ὄρθρος)                    | Matutin / Laudes               | zeitiger Morgen – Sonnenaufgang                 |                                                                                                  |
| Prōtē Hōra (Πρῶτη Ὥρα)              | Erste Stunde (Prim)            | gegen 6 Uhr morgens                             | Meditation über die Schöpfung. Wird gewöhnlich im Anschluss an den Orthros gefeiert.             |
| Tritē Hōra (Τρίτη Ὥρα)              | Dritte Stunde (Terz)           | gegen 9 Uhr morgens                             | Meditation über das Herabkommen des Heiligen Geistes an Pfingsten, das zu dieser Stunde geschah. |
| Hektē Hōra (Ἕκτη Ὥρα)               | Sechste Stunde (Sext)          | mittags                                         | Meditation über die Kreuzigung Christi, die zu dieser Stunde geschah.                            |
| Enatē Hōra (Ἐννάτη Ὥρα)             | Neunte Stunde (None)           | gegen 3 Uhr nachmittags                         | Meditation über den Tod Christi, der zu dieser Stunde eintrat.                                   |

- Miguel Arranz: La Liturgie des Heures selon l'ancien Euchologe byzantin. In: Eulogia. Miscellanea liturgica in onore di P. Burkhard Neunheuser (Studia Anselmian 68). Roma 1979, 1–19.
- A. Lingas: Festal Cathedral Vespers in Late Byzantium. In: Orientalia Christiana Periodica 63 (1997) 421–459.
- A. Lingas: Sunday Matins in the Byzantine Cathedral Rite: Music and Liturgy. PhD diss., University of British Columbia, 1996.
- Gregor Maria Hanke, Vesper und Orthros des Kathedralritus der Hagia Sophia zu Konstantinopel : eine strukturanalytische und entwicklungsgeschichtliche Untersuchung unter besonderer Berücksichtigung der Psalmodie und der Formulare in den Euchologien (Jerusalemer Theologisches Forum 21,1-2), Aschendorff, Münster 2018, ISBN 978-3-402-11041-6
- Stig S. R. Frøyshov: The Early History of the Hagiopolitan Daily Office in Constantinople. In: Dumbarton Oaks Papers 74 (2020) 351-382.

## Sakramente (Mysterien)

### Myronsalbung (Mysterium der Versiegelung)
Die Myronsalbung (Chrismation) folgt unmittelbar auf die Taufe. Sie entspricht der westkirchlichen Firmung, wird bei der Taufe von Kleinkindern jedoch nicht auf ein späteres Lebensalter verschoben.

### Buße (Mysterium der Sündenvergebung)
- Paulus Matzerath: Busse und heilige Ölung in der byzantinischen Kirche. Paderborn: Schöningh 1940.
- Heinrich Bernhard Kraienhorst: Buss- und Beichtordnungen des griechischen Euchologions und des slawischen Trebniks in ihrer Entwicklung zwischen Osten und Westen(Das östliche Christentum N.F., 51). Würzburg: Augustinus-Verlag 2003. ISBN 3-7613-0203-7.

### Eheschließung (Mysterium der Krönung)
Sie besteht aus zwei anfangs getrennten, später verbundenen Teilen: Verlobung und Trauung. Beide Teile werden heute in der Regel direkt nacheinander vollzogen. Die Verlobungsfeier besteht aus Fürbitten, Ringwechsel und dem Segensgebet des Priesters. Die Trauung wird als „Krönung“ bezeichnet, weil in der Feier die Brautleute mit Kränzen aus Laub (in der griechischen und nahöstlichen Tradition) oder goldenen bzw. gelbfarbenen Kronen (in der slawischen Tradition) geschmückt werden. Der Ablauf der Trauung umfasst Psalm 127 (128), Fürbitten, die Segensgebete des Priesters, die Krönung, das Ineinanderlegen der Hände, die Lesung von Eph 5,20–33 und Joh 2,1–11, denen weitere Fürbitten, Gebete und das Vaterunser folgen. Den Brautleuten wird der gesegnete, aber nicht konsekrierte gemeinsame Kelch gereicht, früher regelmäßig auch die Heilige Kommunion. Es folgt ein dreimaliges Umschreiten des in der Mitte der Kirche stehenden Trautisches (als „Tanz des Jesaja“ bezeichnet). Eine ausdrückliche Erfragung des Ehewillens der Brautleute ist in den orthodoxen Kirchen nur bei denen slawischer Tradition sowie bei den Katholiken üblich. Liturgisches Zentrum ist der Ehesegen des Priesters, ein Hochgebet über die Brautleute. In diesem dreifachen epikletischen Priestergebet wird der Heilige Geist auf die Brautleute herabgerufen. Nach ostkirchlicher Tradition ist dieser Segen und nicht die Konsenserklärung der Brautleute konstitutiv für die Eheschließung. Beim Abschluss einer zweiten Ehe eines oder beider Partner findet eine Sonderordnung Anwendung, die weniger feierlich ist und zusätzliche Elemente der Buße beinhaltet.
Liturgische Texte:
- Alexios von Maltzew: Die Sacramente der Orthodox-Katholischen Kirche des Morgenlandes. Berlin 1898. (im Netz)
- Suitbert Bückmann: Das Sakrament der Ehe und der Segen der Kirche für Familie und Haus im byzantinischen Ritus (Heilige Feiern der Ostkirche 4). Schöningh, Paderborn (1940).
- Das heilige Sakrament der Taufe. Das Sakrament der Ehe. Hrsg. von der Orthodoxen Kirche in Deutschland. Remseck 1981.
- Sergius Heitz (Hg.): Mysterium der Anbetung, Bd. III: Die Mysterienhandlungen der Orthodoxen Kirche und das tägliche Gebet der Orthodoxen Gläubigen., Köln 1988.
- Der Gottesdienst des Ehesakraments. Zusammengestellt, übersetzt und eingeleitet von Theodor Nikolaou  (Liturgische Texte und Studien 3). 2. Aufl., München 2002 (griechisch-deutsch).
- Gaetano I. Passarelli: La cerimonia dello Stefanoma (Incoronazione) nei riti matrimoniali bizantini secondo il Codice Cryptense G.b.VII (X sec.). In: Ephemerides Liturgicae 93 (1979)381–391.

Darstellungen und Untersuchungen:
- John Meyendorff: Christian Marriage in Byzantium: The Canonical and Liturgical Tradition. In: Dumbarton Oaks Papers 44 (1990) 99–107 (Einführung).
- F. Van de Paverd: Forme celebrative del matrimonio nelle Chiese orientali. In: La celebrazione del matrimonio cristiano. Atti della V settimana dei professori italiani di Liturgia. EDB, Bologna (1977), 11–116. Ohne ISBN.
- Vladimir Khoulap: Coniugalia Festa. Eine Untersuchung zu Liturgie und Theologie der christlichen Eheschließungsfeier in der römisch-katholischen und byzantinisch-orthodoxen Kirche mit besonderer Berücksichtigung der byzantinischen Euchologien. (Das östliche Christentum N.F. 42). Augustinus, Würzburg 2003.
- Peter Plank: Die orthodoxe Trauung. Eine gottesdienstgeschichtliche Skizze. In: Orthodoxes Forum 17 (2003), 47–65 (grundlegend).
- E. Herman: Euchê epi digamôn. In: Orientalia Christiana Periodica 1 (1935), ISSN 0030-5375 S. 467–489 (Zweitehe).
- Michael Eckert (2013): Gottes Segen für die zweite Ehe!? Ein katholischer Ausblick auf die orthodoxe Theologie der Ehe und die Perspektiven wiederverheirateten Geschiedenen. 3., überarbeitete und erweiterte Auflage. Norderstedt (bes. 118–133 u. 189–212).

### Ordination (Mysterium der Handauflegung)
Traditionell wird unterschieden zwischen χειροτονία chirotonia (lat. ordinatio, „Weihe“) und χειροθεσία chirothesia (lat. institutio, „Beauftragung“). Die Ordination unter Handauflegung der Bischöfe und kirchlichem Gebet empfangen die höheren Ordnungen, so Bischof, Presbyter, Diakon (historisch auch die Diakonin), die Beauftragung erfolgt zu den kirchlichen Unterämtern, z. B. Subdiakon, Lektor. Eine besondere Ordinationsliturgie für die Kirchenoberhäupter, so den Ökumenischen Patriarchen, hat der Byzantinische Ritus im Unterschied zu anderen Ostkirchen nicht ausgebildet.
- Paul F. Bradshaw: Ordination Rites of the Ancient Churches of East and West. New York 1990.
- H. Brakmann, Metrophanes von Nyssa und die Ordnungen der byzantinisch-griechischen Bischofsweihe. In: Hairesis, Festschrift K. Hoheisel. Aschendorff, Münster i. W. 2002, 303–326.
- Mikhail Zheltov:  Earliest Slavonic Manuscript of the Ordination Rites: Codex of the Russian National Library (St.Petersburg). Soph. 1056, XIV c. [russ.]. In: Вестник ПСТГУ I: Богословие. Философия 2005. Вып. 14. S. 147–157

### Krankensalbung (Mysterium des Heiligen Öls)
Traditionell sind Krankengebete (zahlreich überliefert) und Salbungen mit Öl von heiliger Stätte (aus Kirchenlampen, mit Reliquien- und Segensöl). Die Feier der Krankensalbung in Konzelebration mehrerer (im Idealfall sieben) Priester ist eine erst um 1000 n. Chr. entstandene Sitte. Sie wird heute in der Regel mit reduziertem Personal oder von nur einem Priester gefeiert.
- Paulus Matzerath: Busse und heilige Ölung in der byzantinischen Kirche. Schöningh, Paderborn 1940.
- Georges Filias: Les prières pour les malades et sur l'huile de l'onction dans l'Euchologe Barberini grec 336 (Codex Vaticanus Barberianus Graecus 336). Athen 1997. ISBN 960-7352-13-0
- Basilius J.(Bert) Groen: Ter genezing van ziel en lichaam. De viering van het oliesel in de Grieks-Orthodoxe Kerk (Theologie & Empirie 11). Kok / Dt. Studien Verlag, Kampen/Weinheim 1990.
- Basilius J.(Bert) Groen: Die Krankensalbung in der griechisch-orthodoxen Kirche, in: Concilium 27 (1991) 125–131.
- Tinatin Chronz: Die Feier des Heiligen Öles nach Jerusalemer Ordnung. Aschendorff, Münster i.W. 2012. ISBN 978-3-402-11020-1

## Weihehandlungen (Sakramentalien)

### Kirch- und Altarweihe
- Vincenzo Ruggieri: Consacrazione e dedicazione di chiesa, secondo il Barberinianus graecus 336. In: Orientalia Christiana Periodica 54 (1988) ISSN 0030-5375 S. 82–91.
- Gus George Christo: The Consecration of a Greek Orthodox Church According to Eastern Orthodox Tradition: A Detailed Account and Explanation of the Ritual (Texts and Studies in Religion 109). Edwin Mellen Press 2005. ISBN 0-7734-6110-8

### Mönchsweihe
- Michaël Wawryk: Initiatio monastica in liturgia byzantina (Orientalia Christiana Analecta 180). Pont. Institutum Orientalium Studiorum, Roma 1968 (grundlegend);
- Michaël Wawryk: The Offices of Monastic Initiation in the Euchologium Sinaiticum and their Greek Sources. In: Harvard Ukrainian Studies 10, 1/2 (1986) 5–47;
- Die Mönchsweihe. Die heiligen Vollzüge des Mysteriums der Mönchsweihe in den drei Weihestufen, wie sie in der Kirche Gottes überliefert sind. Mit ausführlichen Rubriken und einem erläuternden Nachwort von S´chi Archimandrit Johannes [Pfeiffer]. Verlag Deutsches Orthodoxes Dreifaltigkeitskloster Buchhagen 2012, ISBN 978-3-926236-15-9.[4]
- Daniel Oltean: Devenir moine à Byzance. Coutumes sociales, règles monastiques et rituels liturgiques (Orientalia Lovanensia Analecta 294). Peeters, Leuven [u. a.] 2020. ISBN 978-90-429-3938-7

### Wasserweihe am 6. Januar (Theophanie)
- Nicholas E. Denysenko: The Blessing of Waters and Epiphany. The Eastern Liturgical Tradition. Ashgate, Farnham 2012. ISBN 978-1-4094-4078-9.

### Kaiserkrönung
- Frank Edward Brightman: Byzantine Imperial Coronations. In: Journal of Theological Studies 2 (1901) 359–392 (im Netz).
- Miguel Arranz. Couronnement royal et autres promotions de cour. Les sacrements de l'institution de l'ancien euchologe constantinopolitain III-1: in: Orientalia Christiana Periodica 56 (1990) 83–133.
- Gereon Siebigs: Kaiser Leo I. de Gruyter, Berlin 2010. Bd. 2, S. 707–740. ISBN 978-3-11-022584-6 (Frühgeschichte).

## Begräbnis und Totengedenken
Der heutige byzantinische Ritus kennt vier Ordnungen der Begräbnisfeier, die gemeinsame Elemente aufweisen: (1) für erwachsene Laien, (2) für Priester, (3) für Mönche und (4) für Kinder.
- Paulus Matzerath: Die Totenfeiern der byzantinischen Kirche (Heilige Feiern der Ostkirche 2). Schöningh, Paderborn 1939.
- Pl. de Meester: Rituale-Benedizionale Bizantino. Roma 1930, 73–148.
- Vitaliano Bruni: I funerali di un sacerdote nel Rito Bizantino secondo gli eucologi manoscritti di lingua greca. Franciscan Printing Press, Jerusalem 1972.
- Elena Velkovska: Funeral Rites according to the Byzantine Liturgical Sources. In: Dumbarton Oaks Papers 55 (2001) 21–55 (grundlegend).
- Peter Galadza: The Evolution of Funerals for Monks in the Byzantine Realm – 10th to 16th Centuries. In: Orientalia Christiana Periodica 70 (2004) ISSN 0030-5375 S. 225–257.
- Themistokles St. Christodoulou: Η νεκρώσιμη ακολουθία κατά τους χειρόγραφους κώδικες 10ου-12ου αιώνος, 2 Bde. Θήρα 2005.

- Ακολουθία Νεκρώσιμος ἤτοι εἰς κεκοιμημένους – Totengedenken oder Trisagion, griechisch und deutsch mit Noten (PDF-Datei; 590 kB)

## Liturgisches Jahr
Es beginnt mit Ostern und gliedert sich in einen Zyklus fester Feiern nach dem Kalender (Beginn: 1. September) und einem vom Osterdatum abhängigen, daher beweglichen Zyklus: Große Fastenzeit und Osterzeit (bis Pfingsten). Einzelheiten sind im Typikon beschrieben.

### Die Drei Österlichen Tage
- M. Morozowich: Holy Thursday in the Jerusalem and Constantinopolitan Traditions. The Liturgical Celebration from the Fourth to the Fourteenth Centuries, Diss. Pont. Ist. Orientale Rome (2002), noch ungedruckt.
- Sebastià Janeras: Le Vendredi-Saint dans la tradition liturgique byzantine. Structure et histoire de ses offices. Benedictina, Roma 1988, keine ISBN.
- Gabriel Bertonière: The historical development of the Easter Vigil and related services in the Greek Church. Pont. Institutum Studiorum Orientalium, Roma 1972, keine ISBN.